# شورالنغ
شورالنغ (بالفارسية: شورالنگ) هي قرية تقع في غلستان في إيران. يقدر عدد سكانها بـ 157 نسمة أغلبهم مكوّنين من 34 عائلة.